# Teunisbloemfamilie
De teunisbloemfamilie (Onagraceae) is een plantenfamilie waarin een twintigtal geslachten en circa 650 soorten planten worden geplaatst. Naast het geslacht teunisbloem (Oenothera) is het geslacht Fuchsia, een plantengeslacht dat van nature niet in België en Nederland voorkomt, een bekende vertegenwoordiger van deze familie.
In deze familie treft men zowel kruidachtigen, een- en tweejarigen als overblijvende kruiden aan. De planten komen zowel in koude als tropische gebieden voor.
In Nederland en Vlaanderen komen de volgende geslachten voor: Circaea (heksenkruid), Chamerion (wilgenroosje), Epilobium (basterdwederik), Ludwigia en Oenothera (teunisbloem).

## Soorten
In Nederland en Vlaanderen komen onder meer de volgende soorten voor:
- Alpenheksenkruid (Circaea alpina)
- Groot heksenkruid (Circaea lutetiana)
- Wilgenroosje (Chamerion angustifolium, synoniemen: Epilobium angustifolium, Chamaenerion angustifolium)
- Beklierde basterdwederik (Epilobium ciliatum)
- Harig wilgenroosje (Epilobium hirsutum)
- Lancetbladige basterdwederik (Epilobium lanceolatum)
- Bergbasterdwederik (Epilobium montanum)
- Donkergroene basterdwederik (Epilobium obscurum)
- Moerasbasterdwederik (Epilobium palustre)
- Viltige basterdwederik (Epilobium parviflorum)
- Bleke basterdwederik (Epilobium roseum)
- Kantige basterdwederik (Epilobium tetragonum)
- Waterteunisbloem	(Ludwigia grandiflora)
- Waterlepeltje (Ludwigia palustris)
- Middelste teunisbloem (Oenothera biennis)
- Grote teunisbloem (Oenothera erythrosepala)
- Kleine teunisbloem (Oenothera parviflora)

Een plant uit de teunisbloemfamilie die in de Alpen voorkomt is:
- Fleischers wilgenroosje (Epilobium fleischeri)

Enkele geslachten die niet in de Lage Landen voorkomen:
Camissonia,
Clarkia,
Gaura,
Gayophytum,
Gongylocarpus,
Hauya,
Jussiaea,
Lopezia,
Xylonagra.